# 日本とウガンダの関係
日本とウガンダの関係（にほんとウガンダのかんけい、英語: Japan–Uganda relations、スワヒリ語: Uhusiano kati ya Japan na Uganda） では、日本とウガンダの関係について概説する。

## 両国の比較
|                   | ウガンダ                      | 日本                           | 両国の差                  |
| ----------------- | ----------------------------- | ------------------------------ | ------------------------- |
| 人口              | 4426万9594人（2019年）        | 1億2626万人（2019年）          | 日本はウガンダの約2.9倍   |
| 国土面積          | 24万1000 km²                  | 37万7972 km²                   | 日本はウガンダの約1.6倍   |
| 人口密度          | 213 人/km²（2018年）          | 347 人/km²（2018年）           | 日本はウガンダの約1.6倍   |
| 首都              | カンパラ                      | 東京都                         |                           |
| 最大都市          | カンパラ                      | 東京都区部                     |                           |
| 政体              | 大統領制 共和制               | （民主制）議院内閣制           |                           |
| 公用語            | ルガンダ語 英語               | 日本語（事実上）               |                           |
| 通貨              | ウガンダ・シリング            | 日本円                         |                           |
| 国教              | なし                          | なし                           |                           |
| 人間開発指数      | 0.520                         | 0.919                          |                           |
| 民主主義指数      | 5.02                          | 7.99                           |                           |
| GDP（名目）       | 351億6515万米ドル（2019年）   | 5兆819億6954万米ドル（2019年） | 日本はウガンダの約144.5倍 |
| 一人当たり名目GDP | 794.3米ドル（2019年）         | 40246.9米ドル（2019年）        | 日本はウガンダの約50.7倍  |
| GDP（購買力平価） | 1011億2351万米ドル（2019年）  | 5兆5043億3091米ドル（2019年）  | 日本はウガンダの約54.4倍  |
| 一人当たり実質GDP | 2284.3米ドル（2019年）        | 43593.5米ドル（2019年）        | 日本はウガンダの約19.1倍  |
| 経済成長率        | 6.8%（2019年）                | 0.7%（2019年）                 |                           |
| 軍事費            | 6億4575万7062米ドル（2019年） | 476億902万米ドル（2019年）     | 日本はウガンダの約73.7倍  |
| 地図              |                               |                                |                           |

## 歴史

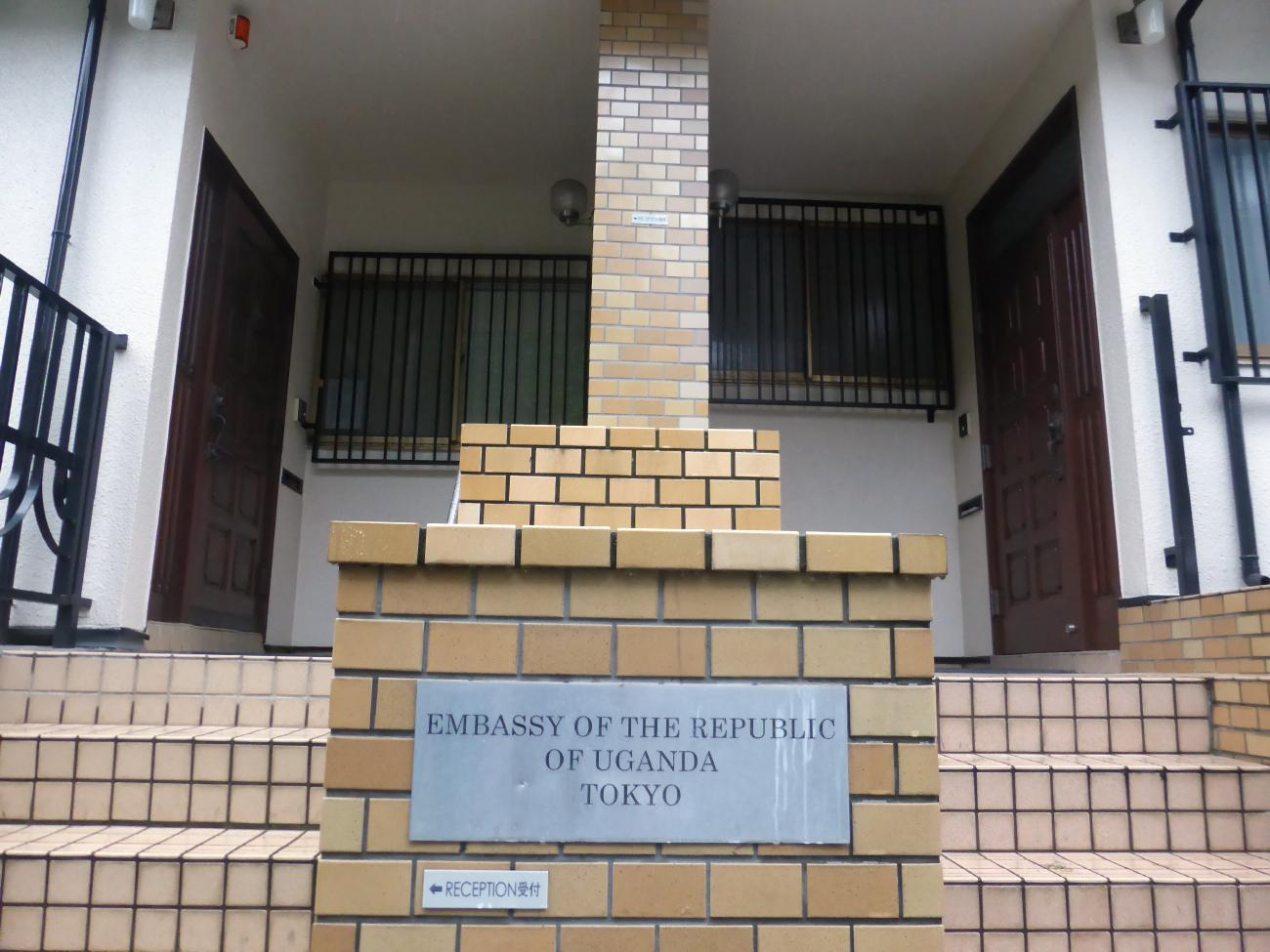
駐日ウガンダ大使館入り口（東京）

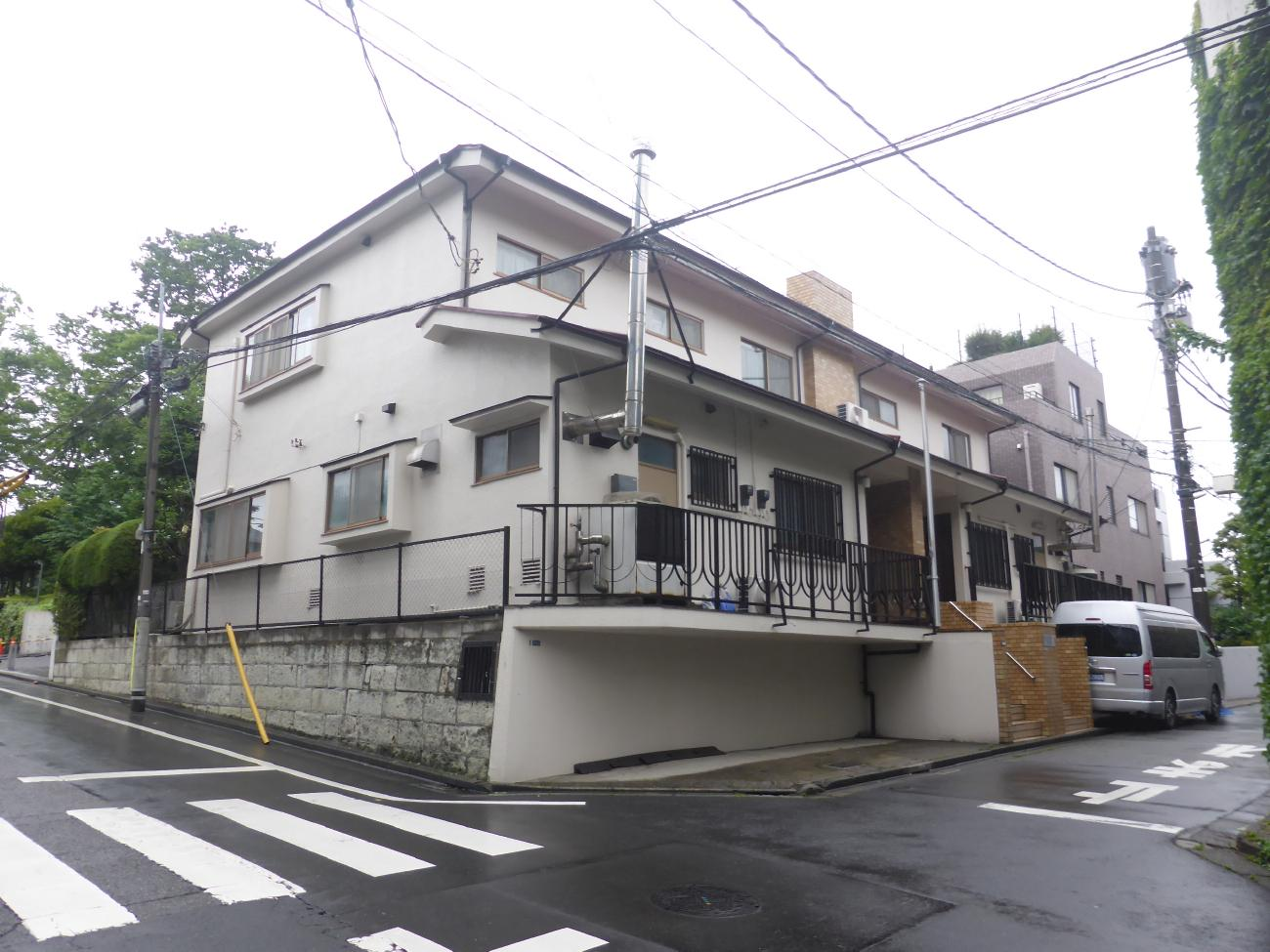
駐日ウガンダ大使館全景（東京）

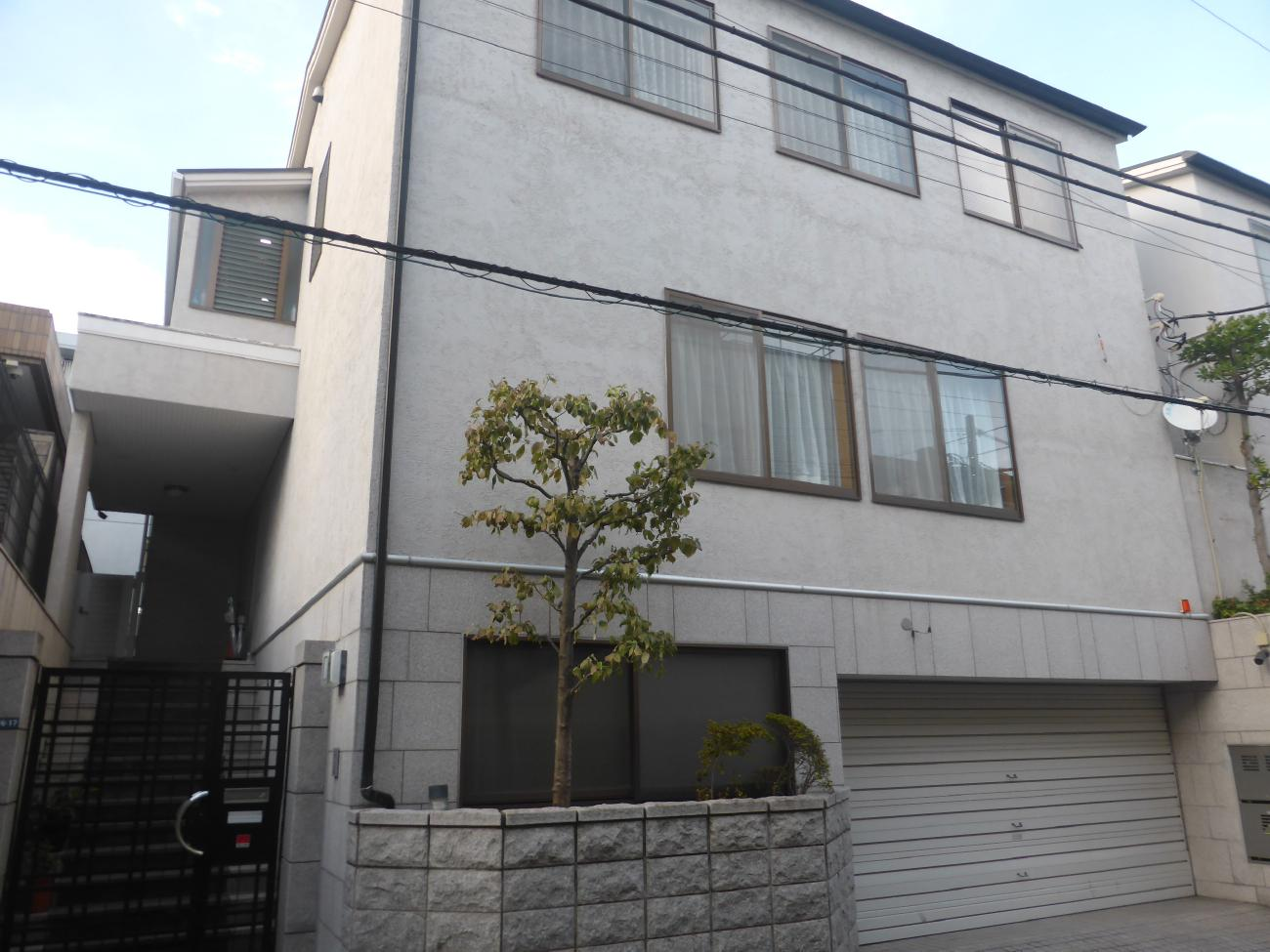
駐日ウガンダ大使公邸

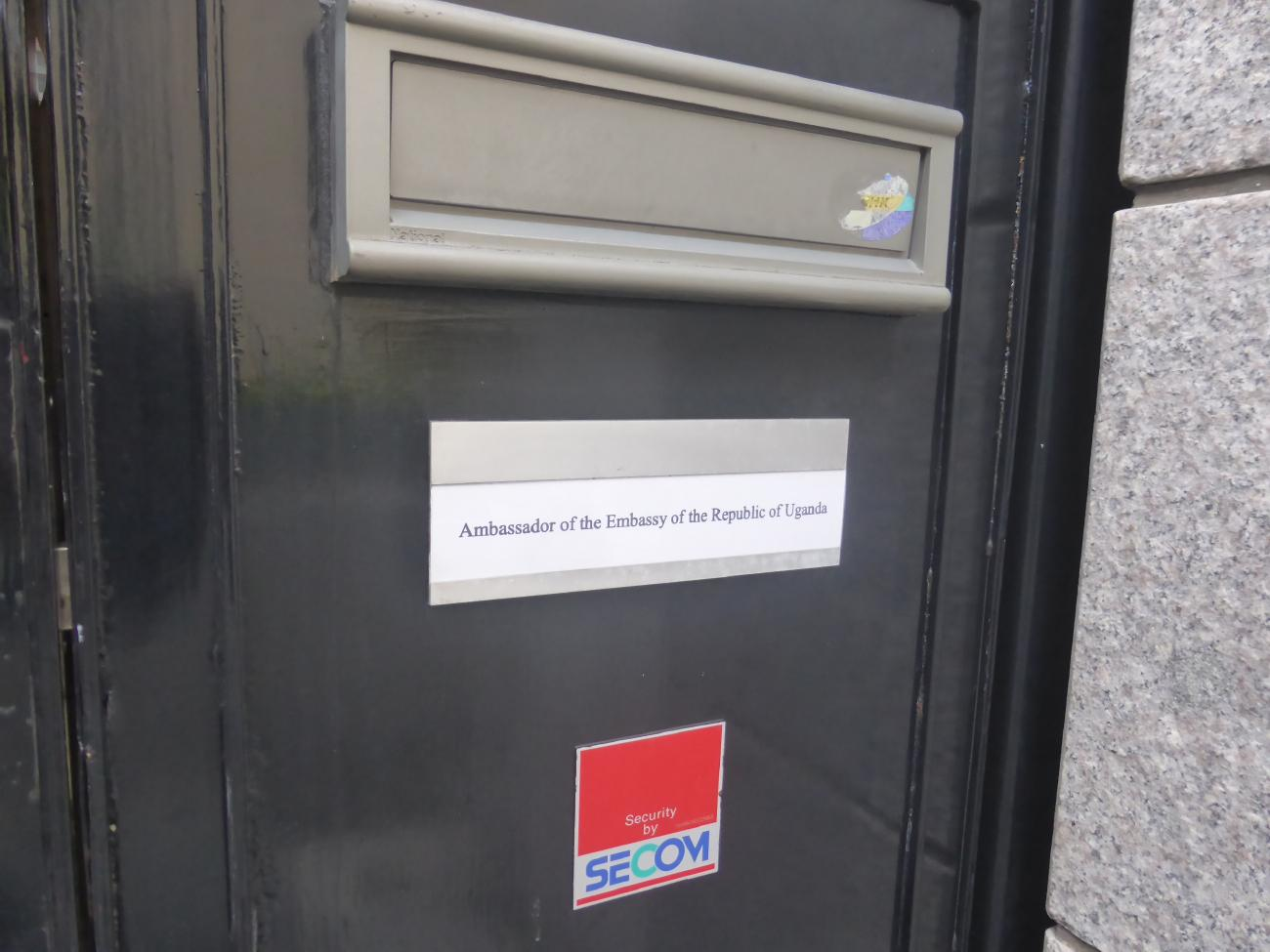
駐日ウガンダ大使公邸の表札

1962年、イギリスから独立したウガンダを日本は国家承認し、外交関係が樹立される。しかし独立当初はウガンダ側の情勢が不安定であり、地理的・歴史的な接点も少なかったことからナイロビの在ケニア日本国大使館がウガンダを兼轄した。その後、1986年には日本を含む西側諸国が支持するヨウェリ・ムセベニが政権を取り、日本はこれを承認。ムセベニ政権下で安定と経済成長を遂げたウガンダの首都カンパラには、1997年在ウガンダ日本大使館が開設した。一方、ウガンダ側は1973年12月に東京に駐日ウガンダ大使館を設立。1987年には財政事情の悪化により一時閉鎖に追い込まれるも、1994年に業務を再開している。

## 外交

### ウガンダ要人の訪日
1986年1月以降、35年以上もウガンダ大統領を務めるヨウェリ・ムセベニはその在任期間の長さを反映して何度も訪日を実施している。2008年にはアフリカ開発会議の為に訪日すると、総理大臣であった福田康夫と首脳会談を実施し安保理改革について話し合われた。2013年には第5回アフリカ開発会議のために訪日し、安倍晋三と首脳会談を実施した。2015年9月には公式実務訪問賓客として訪日し再び安倍晋三と首脳会談を実施、両国関係を一層強化する共同声明が発出されたほか、両首脳が見守る形で「カンパラ立体交差建設・道路改良計画」のための円借款に関わる書簡の交換が行われた。2019年8月には第7回アフリカ開発会議のため訪日し、安倍晋三との首脳会談を実施して日本が今までにウガンダに対し行った開発援助や無償資金協力への感謝が示された。
そのほか、2018年にはウガンダ外相のサム・クテサが訪日を実施している。クテサは第69回国連総会議長を務めた経歴もあり、その任期中であった2014年にも国連総会議長として訪日を実施して外務大臣であった岸田文雄と会談を実施していた。

### 日本要人のウガンダ訪問

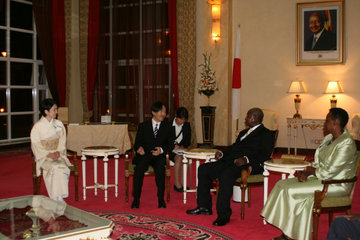
大統領のムセベニを表敬訪問する秋篠宮文仁親王および文仁親王妃紀子（2012年6月）

総理大臣のウガンダ訪問はないものの、2016年のヨウェリ・ムセベニ再任による大統領就任式には衆議院議員の田中和德が総理特使として現地に派遣されるなど、友好関係が築かれている。2018年には外務大臣の佐藤正久がウガンダを訪問して日本の円借款により建設されたナイル架橋の完工式に出席した。

## 経済関係
日本はイギリスやアメリカ合衆国に次ぐ主要なウガンダ援助国であり、2017年までに無償資金協力や円借款を含めて累計1200億円以上の援助を実施。近年の主要な円借款事業としては、対ウガンダ事業で最大規模のものとなった「カンパラ立体交差建設・道路改良事業（199.89億円）」や内陸国ウガンダとモンバサ港を持つケニアへの接続を強める「ナイル架橋建設事業（141.16億円）」、今後ビジネス需要の増大が見込まれる首都カンパラの安定的な電気供給のための「カンパラ首都圏送変電網整備事業（136.59億円）」などが挙げられる。無償資金協力は水資源や平和構築のためのものから、運輸交通、医療・衛生、通信など分野は多岐にわたり、また隣国であるケニアやタンザニア、ルワンダ、ブルンジなどと連携した援助も実施されている。
貿易関係では、日本の2018年対ウガンダ貿易は輸出220.4億円に対し輸入9.16億円と、日本の大幅な黒字を記録している。主要輸出品は自動車や鉄鋼など工業製品が多く、輸入品はコーヒーやゴマなどである。ウガンダ産コーヒー豆の輸入は、2000年時点では187トンと僅かだったが2017年にはタンザニアとエチオピアに次ぐ2349トンを記録するなど、その総量は年々増加しておりコーヒー供給国としての重要性は増しつつある。
日本企業の進出は、ウガンダの経済成長と共に急速に進んでいる。2016年にはウガンダに拠点を置く日系企業が一年間で約二倍に増加した。大阪市に本社を置く消毒剤や洗浄剤、医薬品、食品を製造する化学・日用品メーカー・サラヤはウガンダに進出し、手指消毒剤の製造拠点を置いている。

## 文化交流
文化無償協力として、2003年には中部アフリカの最高学府であるマケレレ大学に対し印刷機材を供与。また1991年にはウガンダ国立競技場に対し体育機材を、1988年にはウガンダ国立文化センターに対し照明・音響機材を、1980年にはウガンダ教育省に対し理科実験機材をそれぞれ供与している。
マケレレ大学は京都大学大学院アジア・アフリカ地域研究研究科、岡山大学、福井大学などと大学間交流を持っている。
スポーツにおいてはオケロ・ピーターが日本のジムに所属するプロボクサーとして初めて世界ヘビー級王座に挑戦しており、2020年東京オリンピックウガンダ代表だったセムジュ・デビッドもプロ転向後の2024年より日本で活動している。

## 外交使節

### 駐日ウガンダ大使
| 代 | 氏名                               | 在任期間        | 官職名       | 備考                                |
| -- | ---------------------------------- | --------------- | ------------ | ----------------------------------- |
| 1  | ミカエル・エデマ・オムビア         | 1972年 - 1978年 | 特命全権大使 | 信任状捧呈は3月7日                  |
| 2  | サムソニ・トゥウィン・ビゴンベ     | 1978年 - 1982年 | 特命全権大使 | 信任状捧呈は4月14日                 |
| 3  | イエコ・ワントウォン・アチャト     | 1982年 - 1986年 | 特命全権大使 | 信任状捧呈は10月22日                |
| 4  | アーネスト・オビトゥルガマ         | 1986年 - 1988年 | 特命全権大使 | 信任状捧呈は9月19日                 |
| 5  | ウイリアム・ウイクリフ・ウエッチバ | 1988年 - 1996年 | 特命全権大使 | 信任状捧呈は6月16日 北京常駐        |
| 6  | ジャスティン・ロクウィア           | 1996年 - 2000年 | 特命全権大使 | 信任状捧呈は12月13日                |
|    | エマニュエル・ハテガ               | 2000年 - 2001年 | 臨時代理大使 |                                     |
| 7  | ジェームズ・ボリバ・ババ           | 2001年 - 2005年 | 特命全権大使 | 信任状捧呈は11月21日 旭日重光章受章 |
|    | パトリック・ムガンダ・グマ         | 2005年 - 2006年 | 臨時代理大使 |                                     |
| 8  | ワッスワ・ロッキー・ビリッグワ     | 2006年 - 2013年 | 特命全権大使 | 信任状捧呈は3月31日                 |
|    | カムドリ・ナサナイリ               | 2013年          | 臨時代理大使 |                                     |
| 9  | ベティ・グレース・アケチ＝オクロ   | 2013年 - 2021年 | 特命全権大使 | 信任状捧呈は5月24日                 |
|    | マルティネス・アラプタ・マングショ | 2021年          | 臨時代理大使 |                                     |
|    | ムリジョ・ワシケ・シャドラック     | 2021年 - 2022年 | 臨時代理大使 |                                     |
| 10 | カーフワ・トーファス               | 2022年 -        | 特命全権大使 | 信任状捧呈は9月14日                 |